# Свято-Богоявленский храм (Терновое)
Свято-Богоявленский храм — православный храм Воронежской и Лискинской епархии. Расположен в селе Терновое Семилукского района Воронежской области России.

## История
Первая деревянная церковь в селе Терновое была построена в 1737 году.
В 1769 году на месте прежней церкви была выстроена Богоявленская церковь — прекрасный образец архитектуры барокко с элементами русского средневекового зодчества. С приделами Дмитрия Ростовского (правый) и Николая Чудотворца (левый). Церковь расположена на северо-восточной окраине села, на высоком правом берегу реки Ведуги, при автодороге (Терновой улице), к которой обращена южным фасадом.
В 1880-е церковь была приписной к Богоявленской церкви в селе Губарёво, хотя имела свой причт. К церкви относилось 560 прихожан из села Терновое и хуторов Гудовки и Удобного. Церковь имела 33 десятины пахотной земли и 2 десятины усадебной земли. Причт получал проценты с капитала и 1000 рублей — билета от почётного потомственного гражданина Якова Ивановича Нечаева, владевшего усадьбой в Терновом.
В 1900 году церкви принадлежало 36 десятин пахотной земли. К церкви относились 1133 прихожанина из 174 дворов.
В 1918—1924 годах Богоявленская церковь состояла на учёте в Отделе по делам музеев Главнауки Наркомпроса как наиболее ценный памятник архитектуры Воронежской губернии.
В 1950-е около разрушенного в годы Великой Отечественной войны храма был снят эпизод пленения советских военных в фильме Сергея Бондарчука «Судьба человека».
20 февраля 1995 года указом президента Российской Федерации церковь объявлена объектом культурного наследия федерального (общероссийского) значения.
В начале XXI века началось восстановление храма. В 2006 году в крещенский сочельник состоялось первое архиерейское служение. 11 июля 2009 года митрополитом Воронежским и Борисоглебским Сергием храм был заново освящён в честь Богоявления Господня.